# خوش‌برگان
خوش‌برگان (نام علمی: Euphyllophyta) نام یک کلاد از subkingdom آوندداران است.